# Questenberg (Meißen)
Questenberg ist ein Stadtteil von Meißen im Landkreis Meißen, Sachsen. Die Gemarkung liegt im Westen der Stadt auf einem Bergrücken oberhalb des Tals der Triebisch. Nachbarorte sind Meißen-Triebischtal, die Meißner Altstadt und Korbitz. Erstmals erwähnt wurde der Ortsname 1446. Im Jahr 1923 wurde die Siedlung nach Meißen eingemeindet.